# Gonçalo Velho Cabral
Gonçalo Velho, também referido como Gonçalo Velho Cabral e Gonçalo Velho Cabral das Pias (século XV) foi um navegador português, cavaleiro professo da Ordem de Cristo, comendador de Almourol e senhor de Pias. Foi íntimo colaborador do Infante D. Henrique, e 1.º capitão do donatário das ilhas de Santa Maria e São Miguel, as quais teria descoberto.

## Biografia
Embora seja comumente referido como Gonçalo Velho Cabral em fontes bibliográficas posteriores, é apenas como Gonçalo Velho que é mencionado na documentação coeva, muito embora fosse filho de Fernão Gonçalves Velho II e da sua esposa, Maria Álvares Cabral.
A mando do Infante, terá descoberto os Ilhéus das Formigas em 1431, na sequência de uma primeira viagem para localizar as ilhas avistadas pelo piloto português Diogo de Silves, em 1427. Terá desembarcado nas ilhas de Santa Maria e de São Miguel (Açores), em 1432, nas quais introduziu gado miúdo, a saber, ovelhas. O povoamento de ambas, entretanto, só foi iniciado quando, na qualidade de capitão do donatário, se dirigiu inicialmente a Santa Maria com colonos (1439) e depois a São Miguel (1444). Neste período promoveu queimadas e doou vastas sesmarias a parentes e criados fiéis.  
A 3 de abril de 1443 Afonso V de Portugal, a pedido do Infante, privilegiou-o, por cinco anos, como Comendador das ilhas dos Açores, bem como aos seus povoadores, isentando-os do pagamento da dízima e de portagem de todas as coisas que trouxessem dessas ilhas para o reino. 
Embora o cronista Gaspar Frutuoso atribua o descobrimento das sete ilhas dos Açores (ou seja, as ilhas dos Grupos Oriental e Central) a Gonçalo Velho, a moderna historiografia contesta essa informação uma vez que se acredita que, a ter descoberto alguma ilha do arquipélago, terão sido apenas as ilhas do Grupo Oriental.
O historiador Manuel Monteiro Velho Arruda, sobre ele informa que:
"Gonçalo Velho é quem inicia no arquipélago açoriano o povoamento no século de quatrocentos. De facto já era conhecido na história dos nossos feitos heroicos, como companheiro de D. Pedro e D. Duarte de Menezes, tendo provado pela espada em Marrocos e pela audácia em navegar além do cabo Não, os seus múltiplos méritos, nem nesses tempos cavalheirescos a 'cavalaria dos mares' seria inferior à de terra. Tinha um nome feito entre as suas gentes e por tal fora escolhido para a exploração e colonização deste arquipélago. A sua estrutura moral seria a recomendação para o cargo enérgico e decisivo de governar as gentes de desvairada origem que a estas ilhas aportaram e que ele pela sua têmpera poderia domar e na justiça aplicar as sanções necessárias. Iniciou em todo o Arquipélago juntamente com os 'homens sabedores do mar' a sua exploração e, demarcou-o de forma que todas as vezes que a ele se quis voltar, isso se fez com a ciência já do alto que ele e os da sua campanha possuíam, e de cujas explorações os debuxos da carta de Valsequa (1439) e de Soligo (1455?) são a mais perfeita expressão de que, na crosta terrestre, estas ilhas ficavam de vez, para a geografia moderna, cientificamente cartografadas."
Por volta de 1455 Gonçalo Velho ausentou-se para as suas comendas em Portugal. Quando lá chegou, terá pedido ao então donatário, ainda o Infante D. Henrique, para nomear como capitão de Santa Maria e São Miguel ao seu sobrinho, Nuno Velho. Entretanto, ainda em 1460 uma carta do próprio Infante afirma que Gonçalo Velho era "Capitão por mim em minhas ilhas de Santa Maria e São Miguel dos Açores". Não sabemos quando se retirou e deixou a capitania das duas ilhas, mas tão somente que, após a morte do Infante (1460), o seu herdeiro, o Infante D. Fernando, entregou-a a outro sobrinho de Gonçalo Velho, João Soares de Albergaria.